# Rika de Vries
Rika de Vries (Wouwse Plantage, 29 december 1974) is een  voormalig Nederlands zitvolleybalster.
De Vries is in 2008 uitgekomen voor Nederland op de Paralympische Zomerspelen in Peking, alwaar zij met het team brons behaalde. Ook in 2012 kwam Rika uit op de Paralympische Zomerspelen  in Londen, waar zij met haar team de vierde plaats behaalde.
In 2006 werd Rika met haar team Wereldkampioen. De Vries behaalde in 2007 en in 2009 de Europese titel.
Momenteel woont Rika, samen met haar man en drie kinderen, in Bussloo.
Sanne Bakker · Karin van der Haar · Karin Harmsen · Paula List · Djoke van Marum · Elvira Stinissen · Josien ten Thije · Rika de Vries · Petra Westerhof
Anne Raben · Djoke van Marum · Elvira Stinissen · Josien ten Thije · Karin Harmsen · Karin van der Haar-Kramp · Marieke de Ruijter · Paula List · Rika de Vries · Sanne Bakker